# Hibbe
Hibbe (korábban Hybbe, szlovákul Hybe, németül Geib) község Szlovákiában, a Zsolnai kerület Liptószentmiklósi járásában.

## Fekvése
Liptószentmiklóstól 15 km-re keletre, a Fekete- és a Fehér-Vág összefolyásánál fekszik.

## Nevének eredete
A Hibbe nevet a Hybica patakról kapta.

## Története
A település valószínűleg már a 12. században létezett, 1239-ben IV. Béla a királyi birtokokhoz csatolta vissza, ekkor említik először „Hyba” alakban. A 13. század közepén kiváltságos szepesi német bányászok települtek ide. 1265-ben városi kiváltságokat kapott, ekkor „Hybe” néven említik. Később „Gyba” (1342) néven is szerepel az írásokban. Lakosai a 15. század közepéig aranyat bányásztak a Bocai-völgyben. A 14. században a liptói várispánsághoz került és jobbágyvárosként fejlődött. 1396-ban Zsigmondtól hetipiacok, 1423-ban vásárok tartásához kapott jogot. Ettől kezdve bányászvárosból kereskedelmi és kézműves központtá fejlődött, főként kőművesei voltak híresek. Már 1563-ban működött iskolája. A 16. században kiváltságait jórészt elvesztette, a 17. században az átvonuló hadak többször is feldúlták. 1671-ben 40 jobbágy- és 14 zsellérportája volt, ugyanakkor 22 zsellérház lakatlanul állt. A 18. századtól lakói szénégetéssel foglalkoztak, de virágzott a kézművesség is: ácsok, bognárok, csizmadiák, tímárok, festők éltek és alkottak a településen. 1784-ben 191 házában 1554 lakos élt.
A 18. század végén Vályi András így ír róla: „HIABE. Gejb Gibba. Tót mező Város Líptó Várm. földes Ura a’ K. Kamara, lakosai katolikusok, és evangelikusok, fekszik Sz. Miklóshoz mintegy két órányira, hajdan bánya Város vala, ’s leg inkább németek lakták, 1776ban háromszor tetemesen elégett vala, földgyének 1/3 része nem igen termékeny, de nagyobb része bőven termő, fája tűzre, és épűletre van, legelője is elég.”
1828-ban 217 háza volt 2035 lakossal. Lakói a 19. század elején fenyőpálinkát főztek, a század második felétől főként Budapest nagy építkezésein dolgoztak mint kőművesek, idénymunkások.
Fényes Elek 1851-ben kiadott geográfiai szótárában így ír a településről: „Hibbe, (Geib), tót m. v., Liptó vmegyében, a Szepesi országútban, közel a Kriván hegycsúcshoz. Számlál 229 kath., 1780 evang., 17 zsidó lak. – Kath. és evang. anyaszentegyházak; erdeje szép és nagy; földje sovány, köves; lakosai bányászságból, faeszközök készitéséből, mesterségekből, s vászon-csinálásból, élősködnek. F. u. a kamara. Ut. p. Vichodna.”
A trianoni diktátumig Liptó vármegye Liptóújvári járásához tartozott.

## Népessége
| Év:            | 1994. | 2004.   | 2014.   | 2024.   |
| -------------- | ----- | ------- | ------- | ------- |
| Emberek száma: | 1678  | 1602    | 1489    | 1457    |
| Eltérés:       |       | -4,52 % | -7,05 % | -2,14 % |

| Év:            | 2023. | 2024.   |
| -------------- | ----- | ------- |
| Emberek száma: | 1464  | 1457    |
| Eltérés:       |       | -0,47 % |

1880-ban 1879-en lakták: 8 magyar, 48 német és 1772 szlovák anyanyelvű; ebből 1617 evangélikus, 214 római katolikus, 47 izraelita és 1 egyéb vallású volt.
1890-ben 2051 lakosából 3 magyar, 51 német, 1995 szlovák és 2 egyéb anyanyelvű volt. Ebből 1757 evangélikus, 233 római katolikus, 60 izraelita, 1 görög katolikus vallású volt.
1900-ban 2069-en lakták: 32 magyar, 40 német, 1995 szlovák és 2 egyéb anyanyelvű; ebből 1779 evangélikus, 241 római katolikus, 48 izraelita, 1 görög katolikus vallású volt.
1910-ben 2126-an lakták: 41 magyar, 15 német, 2064 szlovák és 6 egyéb anyanyelvű; ebből 1837 evangélikus, 249 római katolikus, 38 izraelita és 2 görög katolikus vallású volt.
1921-ben 2022 lakosából 2003 csehszlovák, 14 zsidó, 1-1 német és egyéb, illetve 4 állampolgárság nélküli volt. Ebből 1762 evangélikus, 245 római katolikus, 14 izraelita és 1 egyéb vallású volt.
1930-ban 2097 lakosából 2066 csehszlovák, 14 zsidó, 4 német, 1 ruszin és 12 állampolgárság nélküli volt. Ebből 1830 evangélikus, 241 római katolikus, 18 izraelita, 2 görög katolikus és 6 egyéb vallású volt.
1970-ben 1960-an lakták, ebből 1 magyar és 1954 szlovák.
1980-ban 1916 lakosából 1 magyar és 1901 szlovák volt.
1991-ben 1712-en lakták, ebből 1 magyar és 1696 szlovák.
2001-ben 1617-en lakták, ebből 1552 (95,98%) szlovák, 46 cigány (2,84%) és 1 magyar.
2011-ben 1522 lakosából 1487 szlovák, 6 cseh, 4-4 lengyel és morva, 1 cigány és 1 egyéb, illetve 19 ismeretlen nemzetiségű volt.

## Nevezetességei
- A Mindenszenteknek szentelt római katolikus plébániatemploma a 14. század végén épült gótikus stílusban, védőfala 17. századi. A templomot később barokk-klasszicista stílusban építették át, tornya 1824-ben épült.
- Evangélikus temploma 1822 és 1826 között épült a korábbi fatemplom helyén.

## Neves személyek
- A helyi római katolikus templomban, a családi sírboltban nyugszik az Esztergom ostrománál elesett Balassi Bálint (1554–1594) költő. A templomban 1898-ban Liptó vármegye emléktáblát helyeztetett el. 2004-ben a magyar és szlovák kulturális minisztérium emlékoszlopot állíttatott.
- Itt született 1851-ben Lányi Bertalan jogász, igazságügy-miniszter.
- Itt született 1907-ben Dobroslav Chrobák szlovák regényíró, esszéista, kulturális publicista és irodalomkritikus.
- A szlovák kultúra több jelessége született és dolgozott itt.
- Itt szolgált Antoni Sámuel, a Tiszai evangélikus egyházkerület püspöke 1735-től haláláig.
- Itt szolgált Lehotszky Márton ágostai evangélikus lelkész.
- Itt szolgált Schulek Mátyás (1748-1815) evangélikus lelkész.
- Itt szolgált Schulek János (1774-1837) evangélikus lelkész, rektor.

## Képtár

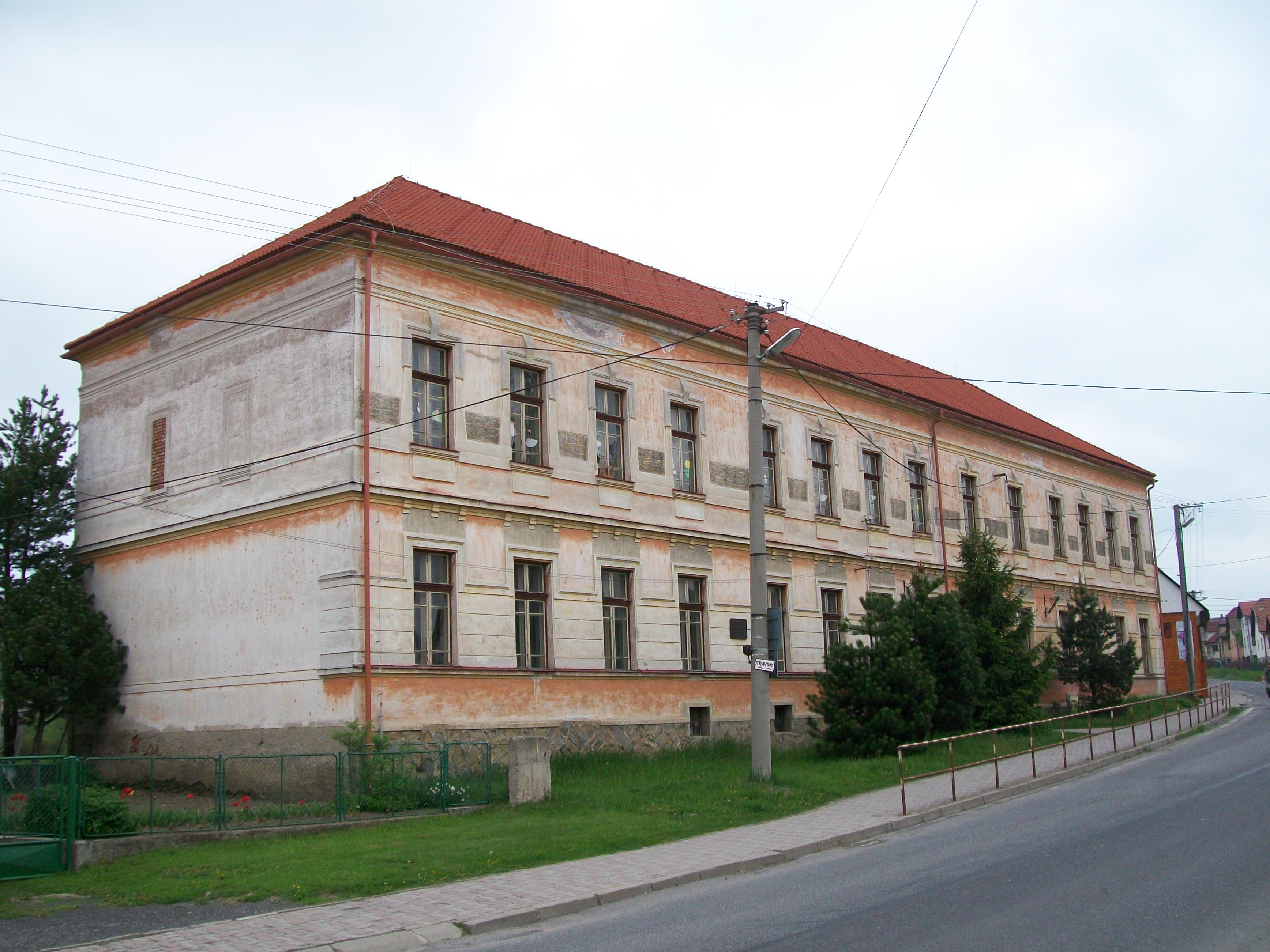
Quo vadis
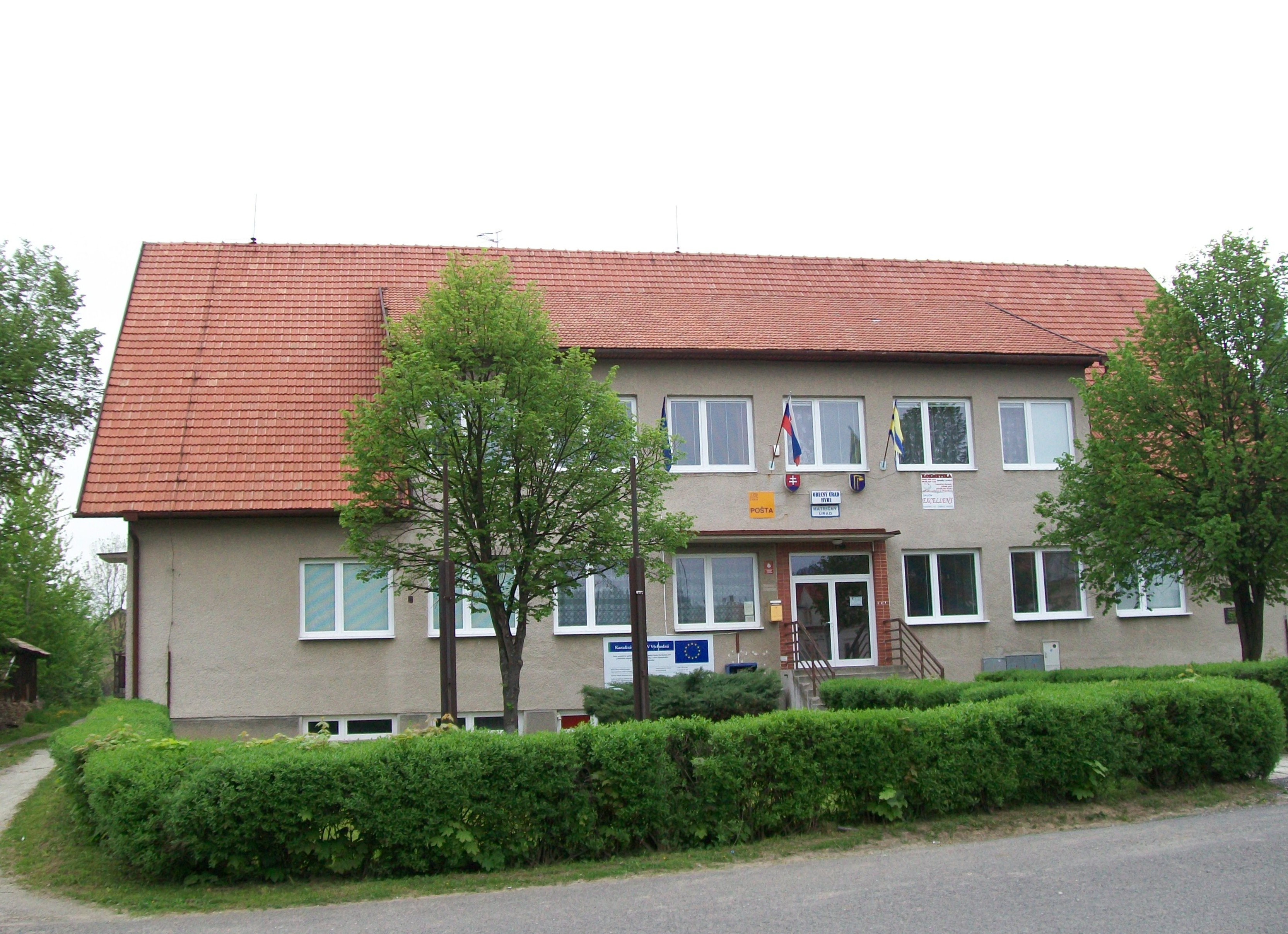
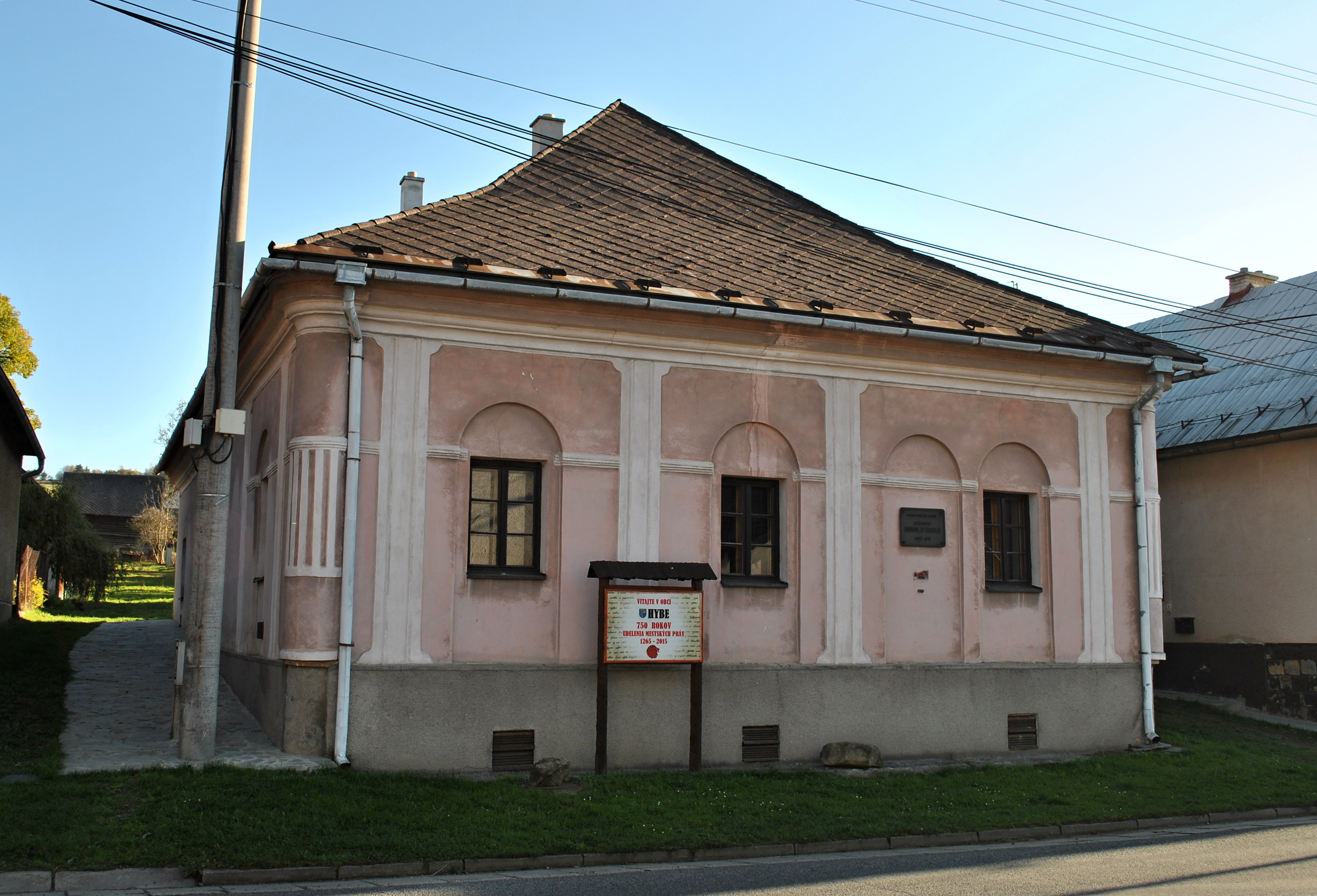
ház, D. Chrobák
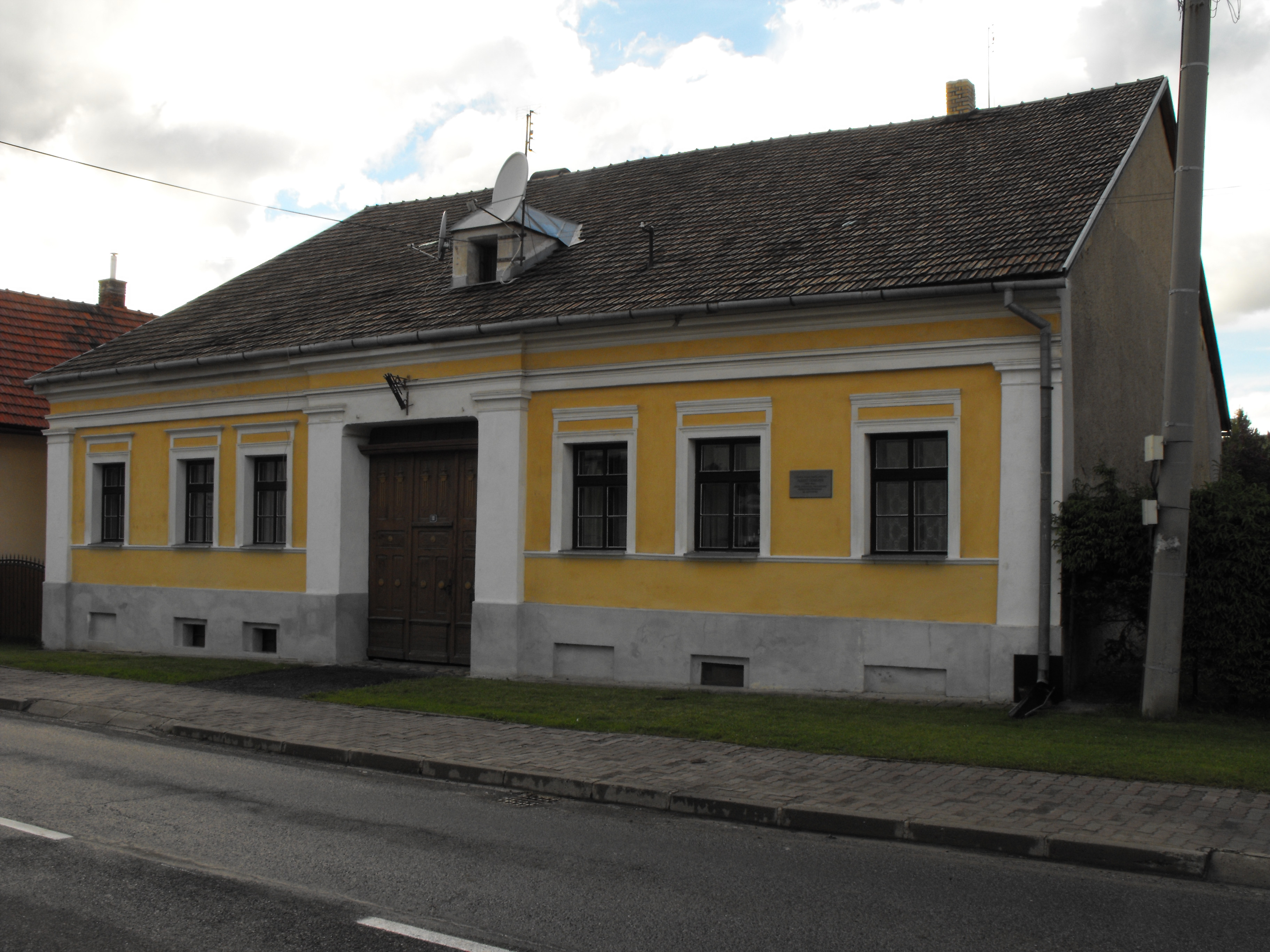
ház, Albert Škarvan
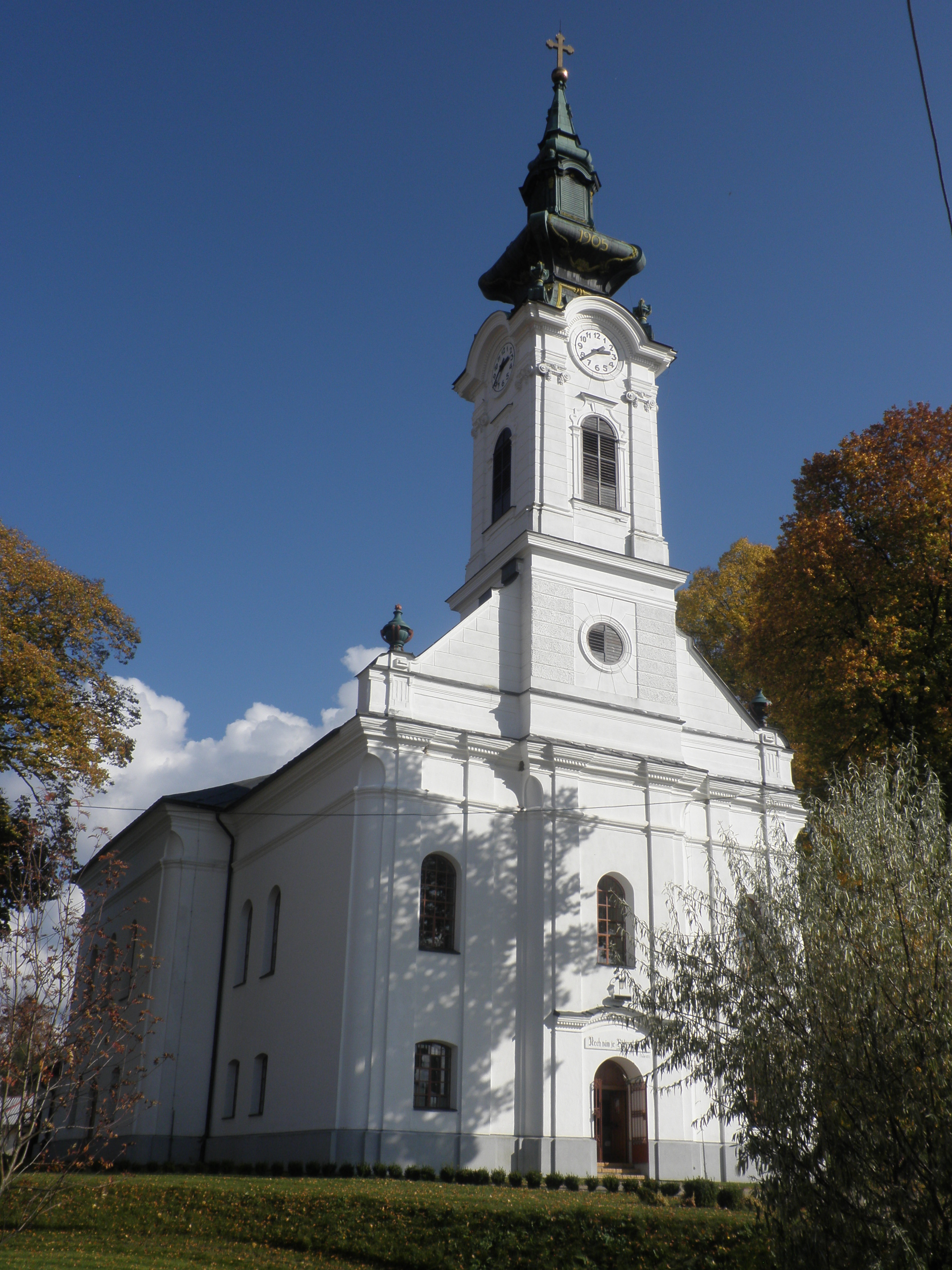
Evangélikus templom
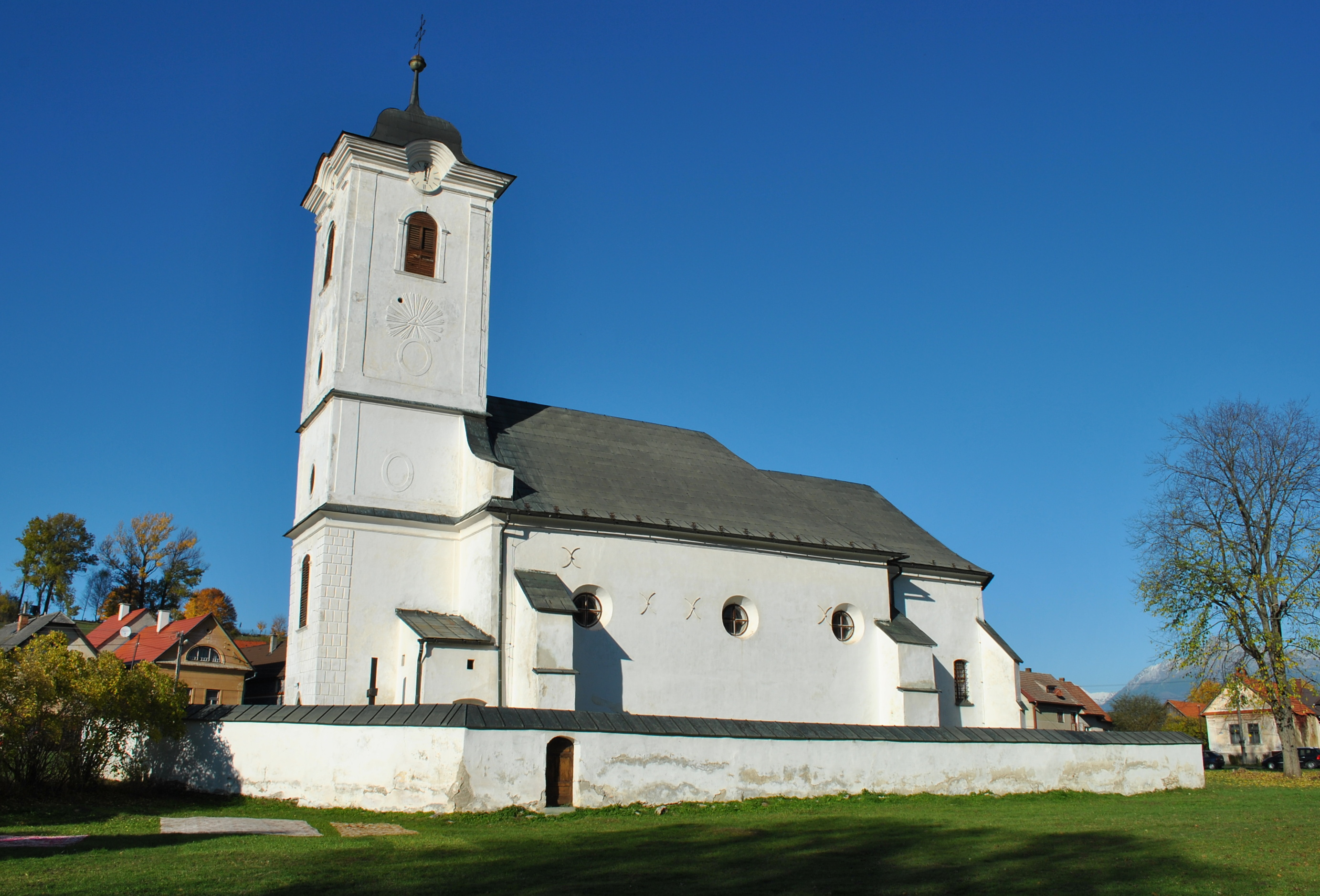
Római Katolikus temploma

### Emléktáblák

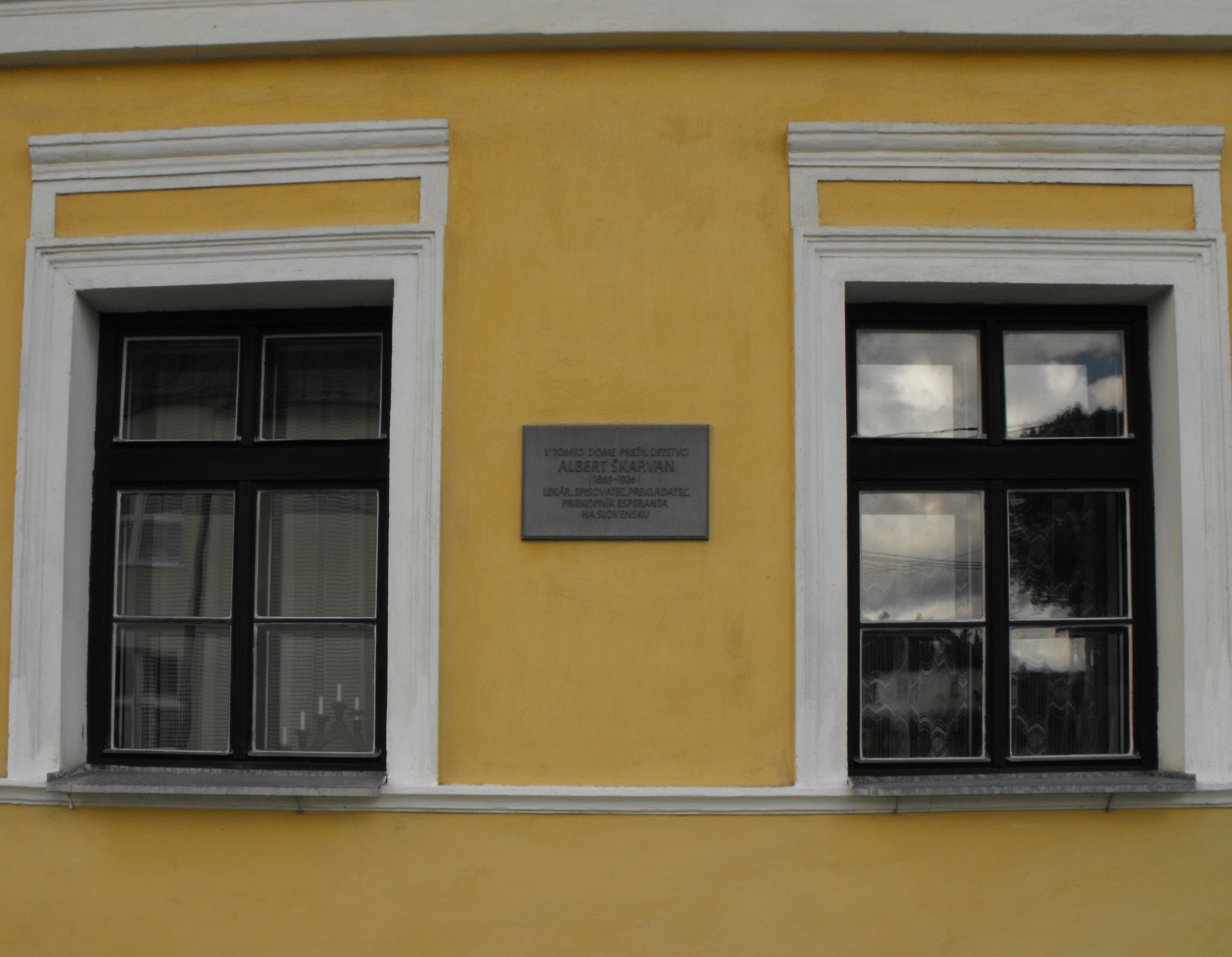
Albert Škarvan
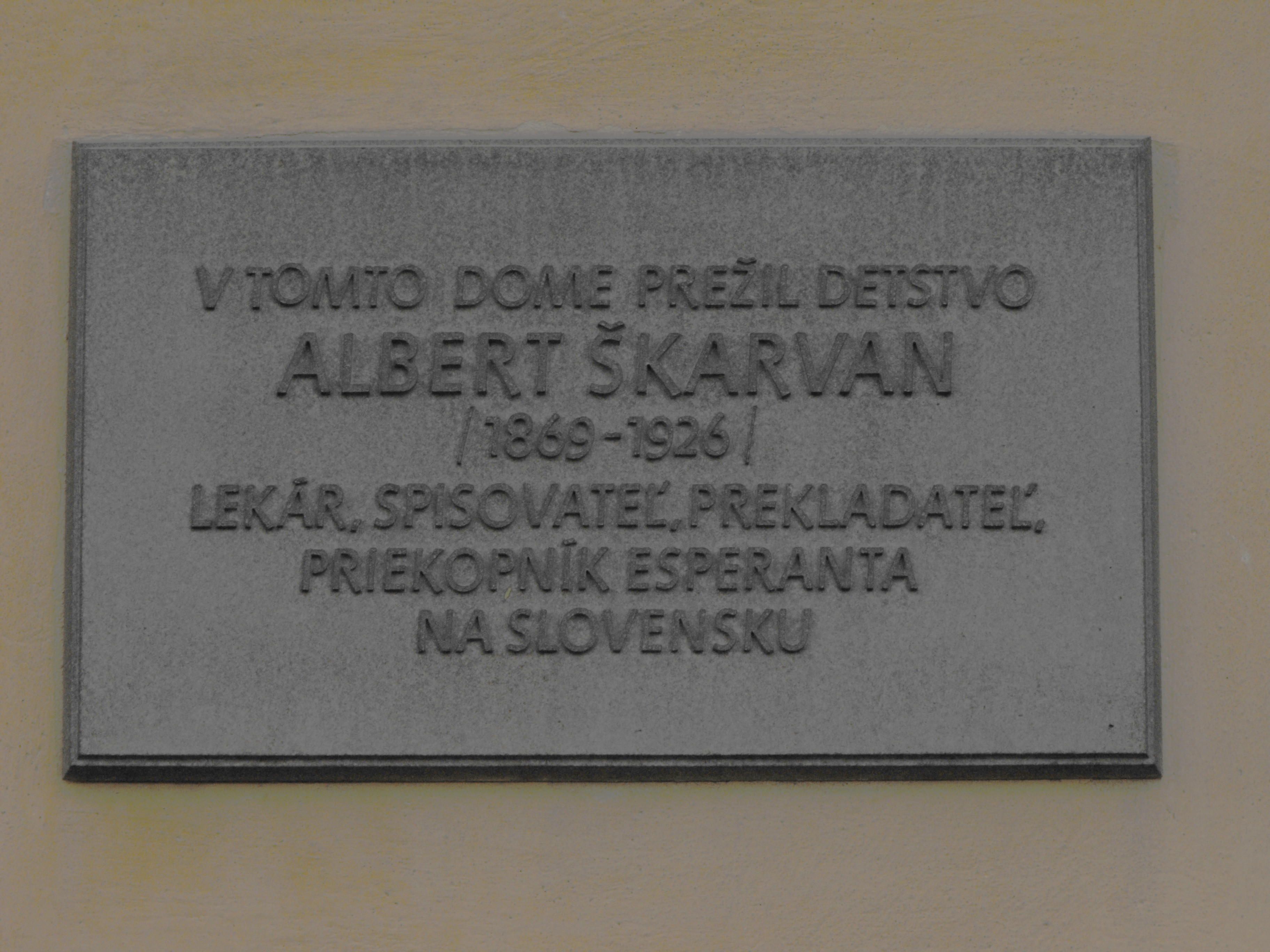
Albert Škarvan
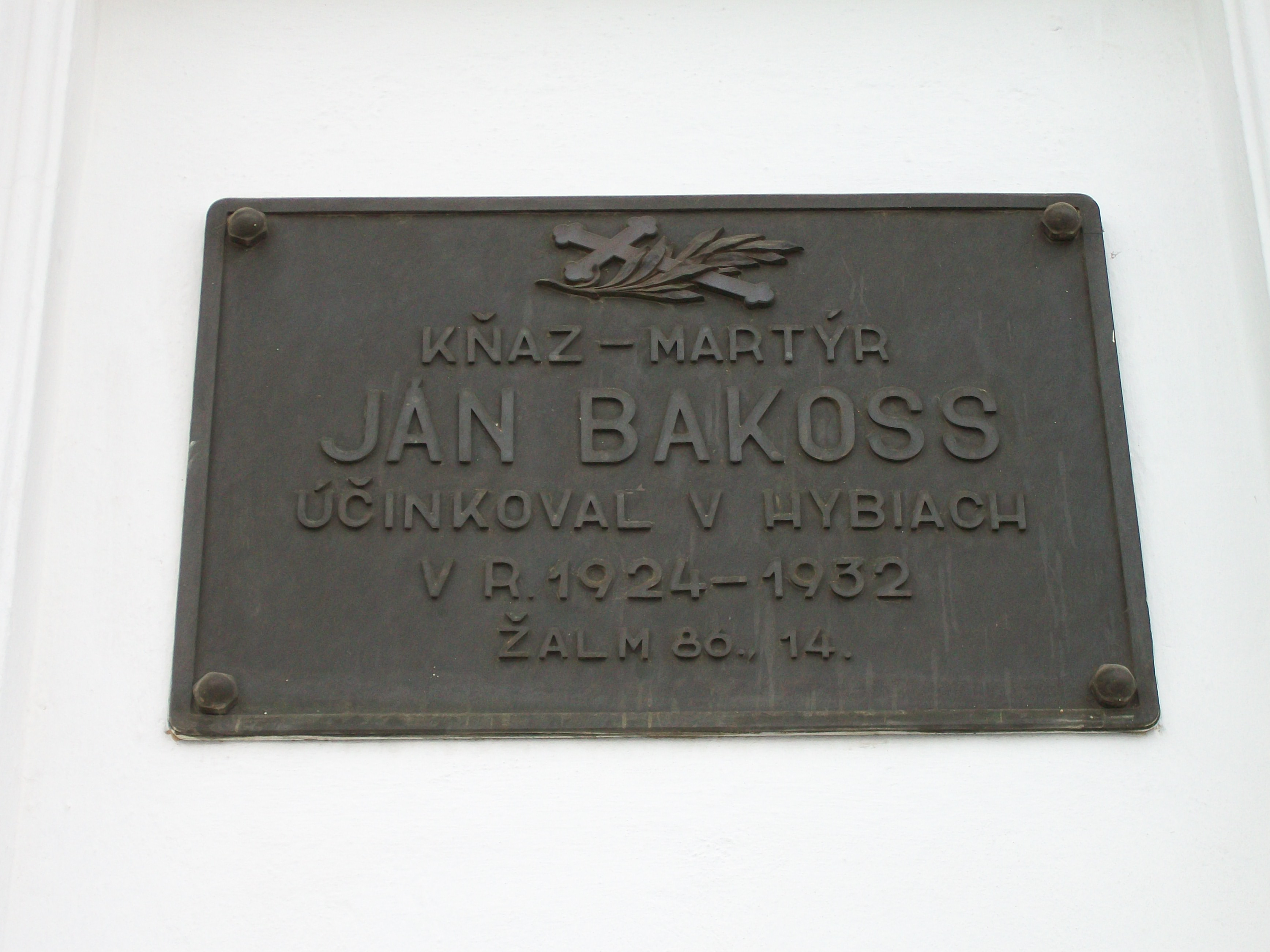
Ján Bakoss
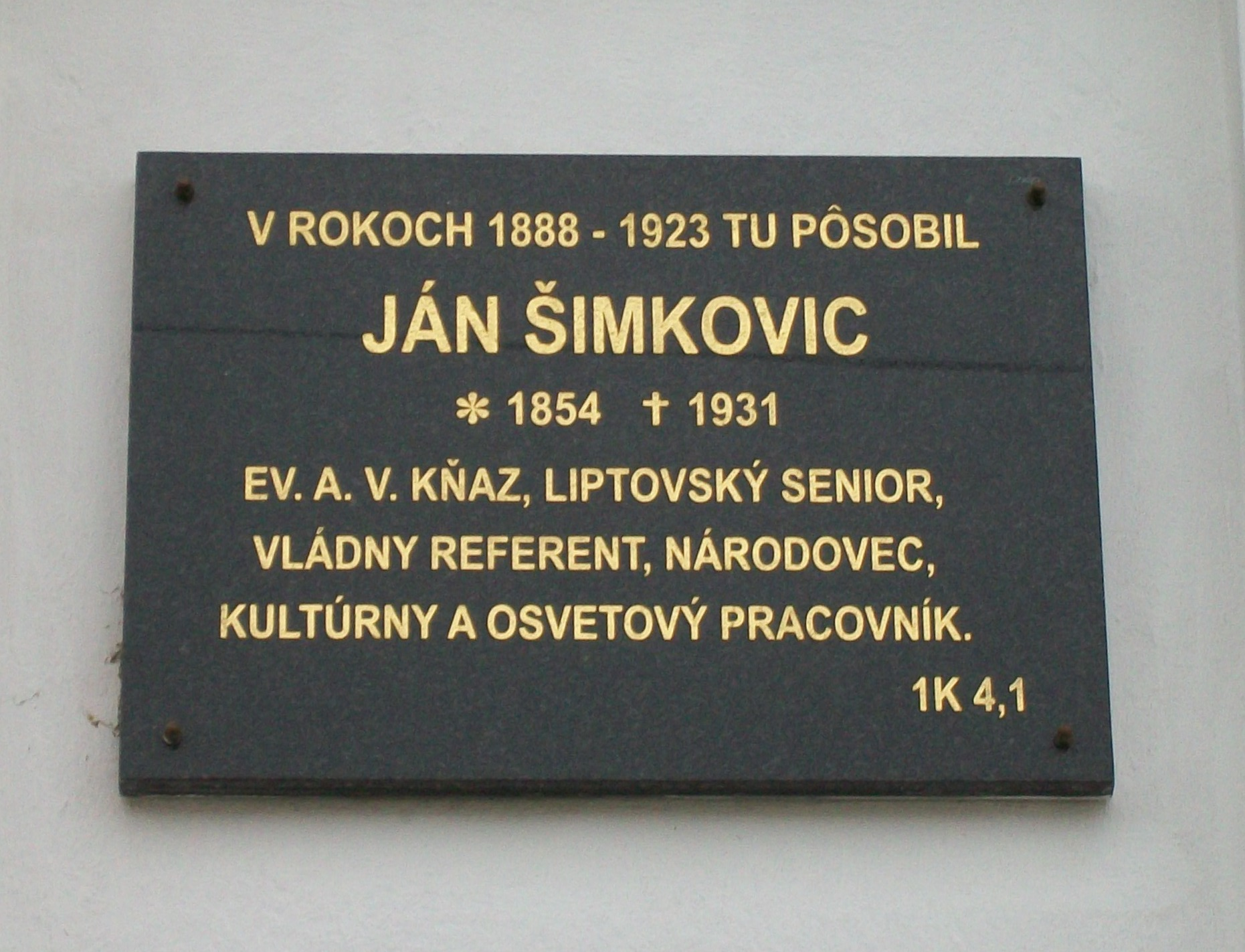
Ján Šimkovic
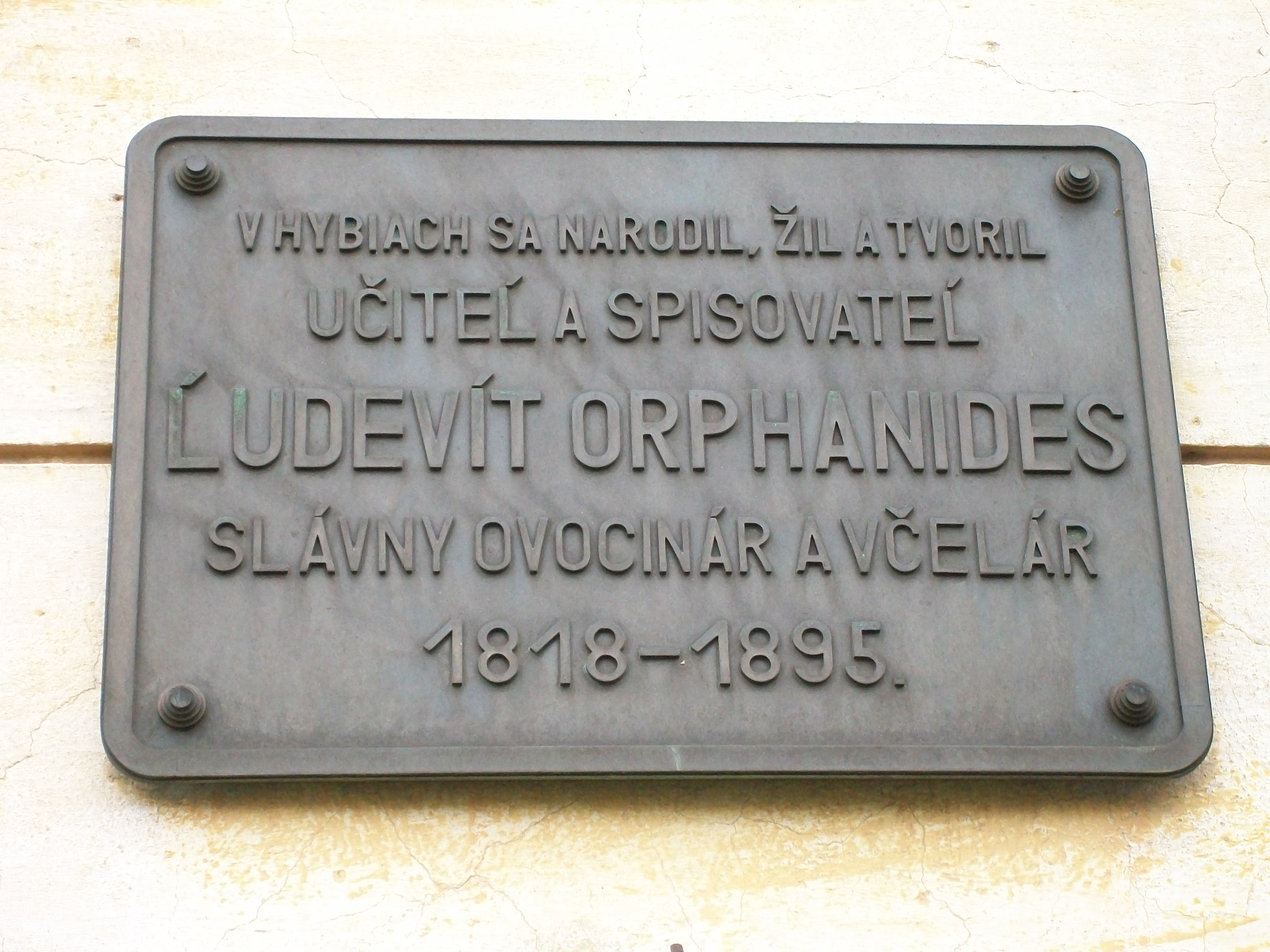
Ľudevít Orphanides